# مایکل مک‌کان (بازیکن هاکی روی چمن)
مایکل مک‌کان (انگلیسی: Michael McCann؛ زادهٔ ۲۶ سپتامبر ۱۹۷۷) بازیکن هاکی روی چمن اهل استرالیا بود.
وی در مسابقات کشوری و بین‌المللی در مجموع برندهٔ ۴ مدال طلا، ۳ مدال نقره شده‌است.